# Bryum richardsii
Bryum richardsii là một loài rêu trong họ Bryaceae. Loài này được Sharp mô tả khoa học đầu tiên năm 1983.